# Dance with the Witches
Dance with the Witches è un album in studio del gruppo musicale tedesco Stormwitch, pubblicato nel 2002 dalla Silverdust Records.

## Tracce
1. Intro - Man of Miracles (Styx cover) – 4:55
2. Dance with the Witches – 3:39
3. Jeanne d'Arc – 4:14
4. The Knights of Light – 3:31
5. The Devil's Bride – 2:59
6. Nothing More – 5:35
7. The House of Usher – 5:28
8. The King of Terrors – 4:38
9. Proud and Honest – 3:09
10. My World – 5:26
11. The Altar of Love – 6:19
12. Together – 4:25

## Formazione
- Andy Aldrian - voce
- Martin Winkler - chitarra
- Fabian Schwarz - chitarra
- Dominik Schwarz - basso
- Marc Oppold - batteria
- Alex Schmidt - tastiera